# Campus universitaire de Dely Brahim
Le campus universitaire de Dely Brahim est un campus situé au niveau de la ville de Dely Brahim, à Alger, en Algérie.

## Historique
L'annexe de Dely Brahim abritant certains locaux puis par la suite certaines facultés de l'ex-Université d'Alger, devenue par la suite l'Université d'Alger 3.
Entre temps l'École Nationale Supérieure des Sciences de la Mer et de l'Aménagement du Littoral a vu le jour sur le même campus.

## Localisation
Le campus est situé au niveau du quartier de Bois des Cars au milieu de la commune de Dely Brahim.

### Accès
La campus est desservi par plusieurs lignes de transport reliant la ville de Dely Brahim aux autres communes de l'Algérois.

## Établissements
Le campus abrite actuellement deux établissements : l'Université d'Alger 3 et l'École Nationale Supérieure des Sciences de la Mer et de l'Aménagement du Littoral.
Deux résidences universitaires pour filles y existent sur le site.